# کنت اس ریتلر جونیور
کنت اس ریتلر جونیور (به انگلیسی: Kenneth S. Reightler, Jr.) فضانورد اهل کشور ایالات متحده آمریکا است که در ۲۴ مارس ۱۹۵۱ میلادی در مریلند زاده شد. وی در مأموریت اس‌تی‌اس-۴۸، اس‌تی‌اس-۶۰ حضور داشته‌است.